# Kraftwerk Aarau
Das Kraftwerk Aarau ist ein Laufwasserkraftwerk an der Aare in der schweizerischen Stadt Aarau. Das Kraftwerk wurde 1894 in Betrieb genommen und wird von der Eniwa AG  betrieben. Es soll in den 2020er-Jahren grundlegend erneuert werden. 

## Geschichte
Anfangs der 1870er-Jahre wurde auf Initiative des Zementfabrik-Besitzers Albert Fleiner ein Gewerbekanal angelegt, der aber wegen des Gründerkrachs erst 1880 mit einer Turbine ausgerüstet wurde, die über eine mechanische Transmission die Zementmühle antrieb.
1893 kaufte die Einwohnergemeinde der Stadt Aarau den Gewerbekanal, um ihn für die Stromerzeugung zu verwenden. Die Zementfabrik behielt das Recht, ein Drittel der verfügbaren Wasserkraft zu nutzen. Sie baute deshalb im neu erstellten Maschinenhaus auf eigene Rechnung eine 200 PS-Jonval-Turbine für den Antrieb der Transmission ein, während zwei Francis-Turbinen von Rieter mit Generatoren von Brown, Boveri & Cie. (BBC) für die Stadt Strom erzeugten. Betriebsaufnahme der Anlage war am 15. August 1894. Nach Betriebsaufnahme der Kraftwerks wurde ein neues Stauwehr am Einlauf des Gewerbekanals errichtet. Das Kraftwerk hatte ein Schluckvermögen von 22 m³/s. Die Zementfabrik verkaufte 1903 ihren Anteil am Kraftwerk.

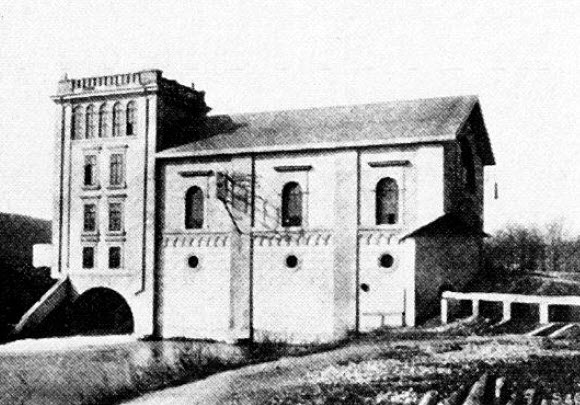
Erstes Zentralengebäude des Elektrizitätswerks Aarau von 1894

### Erweiterung 1913
Das Kraftwerk wurde in den Jahren 1912 und 1913 um einen zweiten Kanal nördlich des bestehenden Gewerbekanals erweitert. Der Aufstau der Kraftwerks beginnt 600 m unterhalb der Brücke von Schönenwerd, die Rückgabe des Wassers erfolgt 200 m oberhalb der Kettenbrücke in Aarau. Im Gesamten werden von Beginn des Rückstaus bis zur Wasserrückgabe 4,1 km des Wasserlaufs der Aare ausgenutzt. Der grösste Teil des Aufstaus liegt auf Solothurner Boden, weshalb dieser Kanton einen Hoheitsanteil von 82 % hat und Aargau nur einen solchen von 18 %.
Im neuen Maschinenhaus mit stadttorartigem Turm wurden vorerst zwei dreifache vertikale Francis-Turbinen in Etagenbauform aufgestellt sowie eine Erreger-Turbine. Die von der Bell Maschinenfabrik hergestellten Hauptturbinen hatten jede eine Leistung von 1600 PS, die Erregerturbine eine solche von 250 PS. Es wurde Einphasenwechselstrom und Zweiphasenwechseltrom mit einer Frequenz von 40 Hz erzeugt. Die Spannung betrug beim Einphasenstrom 6100 V, beim Zweiphasenstrom 4000 bis 4400 V. Von Beginn an waren für einen Ausbau auf 7850 PS Kammern für drei weitere grosse Turbinen und eine zusätzliche Erregerturbine vorgesehen, die bis 1920 eingebaut wurden. Vermutlich 1929 wurde auf die Erzeugung von Dreiphasenwechselstrom umgestellt.

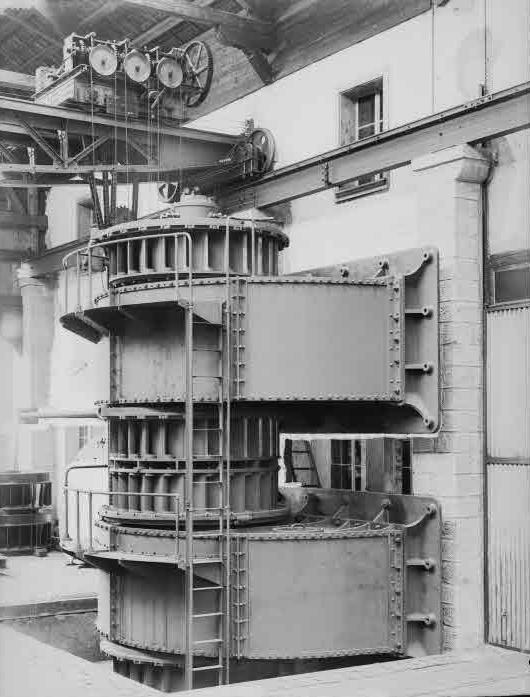
Etagen-Turbine von Bell
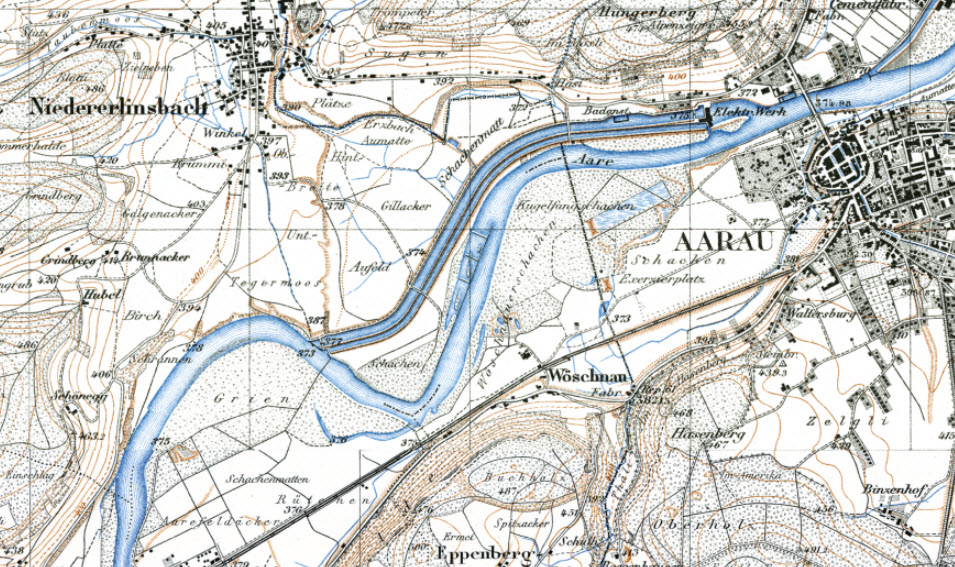
Darstellung des Kraftwerks auf der Siegfriedkarte. Datenstand 1913

Nach einem Umbau in den 1960er-Jahren waren in den beiden Maschinenhäusern neun Kaplan-, eine Propeller- und eine Francis-Turbine in Betrieb. Bereits 1959 wurde eine Propeller-Turbine mit einer Leistung von 230 kW in Betrieb genommen, die beim Wehr im Tägermoos das Restwasser verarbeitet, bevor es ins natürliche Aarebett fliesst.

### Erneuerung in den 2020er-Jahren
Im Rahmen der Neukonzession soll das bestehende Maschinenhaus abgebrochen und durch ein mehrheitlich unterirdisches Kraftwerk ersetzt werden, in dem drei Rohrturbinen Strom erzeugen werden. Die neue Anlage soll verglichen mit der alten 20 % mehr Strom produzieren. Wenn das Projekt von den Kantonen bewilligt wird, könnte es nach Stand 2019 bereits 2024 ans Netz gehen.[veraltet]